# العلاقات الموزمبيقية الميانمارية
العلاقات الموزمبيقية الميانمارية هي العلاقات الثنائية التي تجمع بين موزمبيق وميانمار.

## مقارنة بين البلدين
هذه مقارنة عامة ومرجعية للدولتين:
| وجه المقارنة                                              | موزمبيق          | ميانمار          |
| --------------------------------------------------------- | ---------------- | ---------------- |
| المساحة (كم2)                                             | 801.59 ألف       | 676.58 ألف       |
| عدد السكان (نسمة)                                         | 29.67 مليون      | 53.37 مليون      |
| الكثافة السكانية (ن./كم²)                                 | 37.01            | 78.88            |
| العاصمة                                                   | مابوتو           | نايبيداو، يانغون |
| اللغة الرسمية                                             | اللغة البرتغالية | اللغة البورمية   |
| العملة                                                    | متكال موزمبيقي   | كيات ميانماري    |
| الناتج المحلي الإجمالي (بليون دولار)                      | 12.33 مليار      | 69.32 مليار      |
| الناتج المحلي الإجمالي (تعادل القوة الشرائية) بليون دولار | 33.35 مليار      | 282.95 مليار     |
| الناتج المحلي الإجمالي الاسمي للفرد دولار أمريكي          | 529              | 1.16 ألف         |
| الناتج المحلي الإجمالي للفرد دولار أمريكي                 | 1.13 ألف         |                  |
| مؤشر التنمية البشرية                                      | 0.416            | 0.536            |
| رمز المكالمات الدولي                                      | +258             | +95              |
| رمز الإنترنت                                              | .mz              | .mm              |
| المنطقة الزمنية                                           | ت ع م+02:00      | ت ع م+06:30      |

## منظمات دولية مشتركة
يشترك البلدان في عضوية مجموعة من المنظمات الدولية، منها:
| علم المنظمة | اسم المنظمة                        | تاريخ انضمام موزمبيق | تاريخ انضمام ميانمار |
| ----------- | ---------------------------------- | -------------------- | -------------------- |
|             | الاتحاد البريدي العالمي            | ?                    | ?                    |
|             | مؤسسة التنمية الدولية              | 24 سبتمبر 1984       | 5 نوفمبر 1962        |
|             | منظمة حظر الأسلحة الكيميائية       | ?                    | ?                    |
|             | منظمة التجارة العالمية             | ?                    | ?                    |
|             | الأمم المتحدة                      | 16 سبتمبر 1975       | 19 أبريل 1948        |
|             | وكالة ضمان الاستثمار متعدد الأطراف | 23 نوفمبر 1994       | 16 ديسمبر 2013       |
|             | منظمة الشرطة الجنائية الدولية      | ?                    | ?                    |
|             | مؤسسة التمويل الدولية              | 24 سبتمبر 1984       | 3 ديسمبر 1956        |
|             | المنظمة الهيدروغرافية الدولية      | ?                    | ?                    |
|             | الاتحاد الدولي للاتصالات           | 4 نوفمبر 1975        | 15 سبتمبر 1937       |
|             | البنك الدولي للإنشاء والتعمير      | 24 سبتمبر 1984       | 3 يناير 1952         |
|             | يونسكو                             | 11 أكتوبر 1976       | 27 يونيو 1949        |

## وصلات خارجية
- موقع وزارة الخارجية الموزمبيقية
- موقع وزارة الخارجية الميانمارية